# Bolesław Korfeld
Bolesław Korfeld (ur. 1893 w Kielcach, zm. 17 marca 1921 w Kronsztadzie) – polski działacz polityczny i wojskowy, uczestnik rewolucji 1905 roku, żołnierz polskiego oddziału  Czerwonej Gwardii i Armii Czerwonej, komendant szkoły wojskowej.

## Życiorys
Syn Andrzeja, jego siostra Florentyna brała udział w akcjach Organizacji Bojowej Polskiej Partii Socjalistycznej. W 1909 będąc uczniem szóstej klasy kieleckiego gimnazjum wziął udział w zamachu na naczelnika gubernialnej żandarmerii w Kielcach, za co został aresztowany i w 1911 skazany w procesie członków kieleckiej PPS – Frakcji Rewolucyjnej na dożywotnią katorgę. W czasie zesłania na Syberię pracował jako robotnik.
Od 1912 członek bolszewickiej frakcji Socjaldemokratycznej Partii Robotniczej Rosji. W wyniku rewolucji lutowej w 1917 odzyskał wolność, przybył do Charkowa, gdzie w maju 1918 przystąpił do Czerwonej Gwardii i został członkiem Socjaldemokracji Królestwa Polskiego i Litwy, walcząc w szeregach Rewolucyjnego Czerwonego Pułku Warszawskiego z przeciwnikami rewolucji październikowej, m.in. w lipcu 1918 w Jarosławiu, gdzie trwało powstanie Związku Obrony Ojczyzny i Wolności kierowane przez Borysa Sawinkowa.
Na początku 1919 skierowany do Mińska do szkoły polskich instruktorów wojskowych (Polskie Połączone Kursy Czerwonych Dowódców Armii Czerwonej) przy Zachodniej Dywizji Strzelców, gdzie był jednym z najzdolniejszych słuchaczy. Po skończeniu szkolenia mianowany wpierw zastępcą komisarza, a następnie komisarzem politycznym. W sierpniu 1919 dowodził kursantami w walce z Wojskiem Polskim o Mińsk. Po zajęciu Mińska przez oddziały Wojska Polskiego razem z kursantami w 1919 przeniósł się do Smoleńska, gdzie w styczniu 1921 na polecenie dowództwa Armii Czerwonej kursy, uznane za jedne z lepszych w kraju, zostały przekształcone w trzyletnią szkołę wojskową im. Czerwonych Komunardów, której został komisarzem. Jednak już w marcu 1921 kursanci szkoły, zorganizowani w 2 Zbiorową Brygadę Szkoły im. Czerwonych Komunardów, wzięli udział w tłumieniu powstania w Kronsztadzie. Bolesław Korfeld poległ 17 marca 1921 w ataku na twierdzę Kronsztad, będąc wówczas dowódcą pułku 2. Brygady. 

## Odznaczenia
- Order Czerwonego Sztandaru (pośmiertnie).